# Arcot
Arcot (en tamil:ஆற்காடு  ) es una localidad de la India en el distrito de Ranipet, estado de Tamil Nadu.

## Geografía
Se encuentra a una altitud de 171 m.s.m. a 104 km de la capital estatal, Chennai, en la zona horaria UTC +5:30.

## Demografía
Según estimación 2010 contaba con una población de 53 127 habitantes.